# オドラニエル・ソリス
オドラニエル・ソリス（Odlanier Solis、1980年4月5日 - ）は、キューバのプロボクサー。ハバナ出身。2004年アテネオリンピック・ヘビー級金メダリスト。

## 経歴

### アマチュア時代
2001年、北アイルランドベルファストで開催された世界選手権にヘビー級(91kg)で出場、準決勝でスルタン・イブラギモフ、決勝でデビッド・ヘイを破り金メダルを獲得した。
2003年、タイバンコクで開催された世界選手権にヘビー級で出場、1回戦でクブラト・プレフを破り金メダルを獲得した。
2004年、ギリシャアテネで開催されたアテネオリンピックにヘビー級で出場し金メダルを獲得した。
2005年、中華人民共和国綿陽市で開催された世界選手権にスーパーヘビー級(91kg超)で出場、2回戦でビャチェスラフ・グラスコフ、準決勝でクブラト・プレフを破り金メダルを獲得した。

### プロ時代
2006年、ユリオルキス・ガンボア、ヤン・バルテレミと3人でドイツへ亡命し、アリーナ・ボックス・プロモーションと契約。2007年4月27日にドイツでプロデビュー。その後はドイツやトルコで経験を積む。
2008年10月11日、WBCインターナショナルヘビー級王座決定戦でチャウンシー・ウェリバーと対戦し、9回TKO勝ちで王座を獲得した。
2009年1月9日、アメリカデビューを果たし、ケビン・バーネットに8回TKO勝ち。
2010年12月17日、WBC世界ヘビー級挑戦者決定戦でレイ・オースティンと対戦。オースティンがクリンチやホールドを繰り返すがソリスも捌ききれずにドロドロの試合となる。10回にオースティンがホールドでソリスを抱えリング外へ転落しそうになった所でラウンド終了のゴングが鳴らされるが、ゴング後にオースティンがパンチを繰り出し10回終了時に失格が宣告されソリスの勝利となった。
2011年3月19日、ドイツ・ケルンにあるランクセス・アレーナにてWBC世界ヘビー級王者ビタリ・クリチコに挑戦するも、初回にビタリの軽い右フックをブロックした時にバランスを崩し転倒、右足を挫いて試合を続行することが出来なくなってしまう。自爆に近い形で初回TKO負けを喫し初黒星となった。
2012年5月20日、アメリカのコンベンション・センターにてコンスタンチン・アイリッチの持つIBFインターナショナルヘビー級王座に挑戦し、3-0（119-109が2者、118-110）の判定勝ちを収めて王座の獲得と再起に成功した。
2014年3月22日、トルコのイスタンブールにてWBCインターナショナルヘビー級王座決定戦でトニー・トンプソンと対戦するが12回1-2の判定負け。判定結果は1-2となったが試合地のトルコはソリスの準ホームタウンと言うこともありソリスに甘めのホームタウンデシジョンであった。
2014年10月18日、ドイツのデュッセルドルフでトニー・トンプソンとWBCアメリカヘビー級王座決定戦で再戦予定だったが、ソリスがトレーニング中に足首を捻挫し11月24日に延期された。しかしソリスの足首が回復せずに、これも再延期されることになった。
2015年1月24日、ドイツのデュッセルドルフで再延期された試合となるトンプソンと対戦する予定だったが、ソリスの足首が回復せずに3度目の延期となった。
2015年2月21日、トルコのアンタルヤに場所を変えて3度延期された試合でトンプソンと対戦し、ラウンドが始まってもコーナーから出て行くことが出来ずに9回TKO負けを喫した。これでトンプソン戦2連敗となった。
2016年8月4日、1年6ヶ月ぶりの試合をドイツのハンブルクで行い、2回KO勝利。

## 獲得タイトル
- WBCインターナショナルヘビー級王座
- IBFインターナショナルヘビー級王座